# Hunt (Illinois)
Pour les articles homonymes, voir Hunt.
Hunt (Hunt City) est une communauté non incorporée du comté de Jasper en Illinois.

## Personnalités
L'acteur et chanteur Burl Ives est né et est enterré au cimetière de Hunt.